# Moj narobe svet
Moj narobe svet je edini studijski album slovenskega šansonjerja Franeta Milčinskega - Ježka. Izdan je bil leta 1974 pri Založbi kaset in plošč RTV Ljubljana.

## Seznam pesmi
Vso glasbo in vsa besedila je napisal Frane Milčinski, razen kjer je to označeno.
| Stran A | Stran A                             | Stran A       | Stran A |
| Št.     | Naslov                              | Glasba        | Dolžina |
| ------- | ----------------------------------- | ------------- | ------- |
| 1.      | „Moj narobe svet‟                   | Urban Koder   |         |
| 2.      | „Za poredne otroke‟                 | Mario Rijavec |         |
| 3.      | „Gangsterska idila‟                 | Rijavec       |         |
| 4.      | „Glažek vinčka‟                     |               |         |
| 5.      | „Liter brez dna‟                    | S. Fellner    |         |
| 6.      | „Sreča stanuje v sedmem nadstropju‟ |               |         |
| 7.      | „Sreča nima telefona‟               |               |         |
| 8.      | „Darwin nima prav‟                  | Koder         |         |

| Stran B | Stran B                         | Stran B           | Stran B |
| Št.     | Naslov                          | Glasba            | Dolžina |
| ------- | ------------------------------- | ----------------- | ------- |
| 9.      | „Hiša številka 203‟             |                   |         |
| 10.     | „Balada o koščku kruha‟         | Bojan Adamič      |         |
| 11.     | „Preprosta ljubezen‟            |                   |         |
| 12.     | „Ljubezen naj gre vedno v cvet‟ | Marijan Vodopivec |         |
| 13.     | „Najlepše je živeti kot mrtvak‟ | Vodopivec         |         |
| 14.     | „Kapljica in morje‟             | Rijavec           |         |
| 15.     | „Requiem za klovna‟             | Vodopivec         |         |

## Zasedba
- Frane Milčinski - Ježek – vokal
- Mario Rijavec – klavir
- Ansambel Maria Rijavca